# لورا بوش
لورا ولش بوش (به انگلیسی: Laura Lane Welch Bush) (زادهٔ ۴ نوامبر ۱۹۴۶) همسر جرج دابلیو بوش، چهل و سومین رئیس جمهور ایالات متحده آمریکا و بانوی اول ایالات متحده آمریکا از
سالهای ۲۰۰۱ تا ۲۰۰۹ بوده‌است.
او و همسرش دو فرزند دختر دوقلو به نام‌های جنا و باربارا دارند.
لورا بوش دارای مدرک کارشناسی ارشد در رشته کتابداری از دانشگاه تگزاس در آستین است.

## نگارخانه

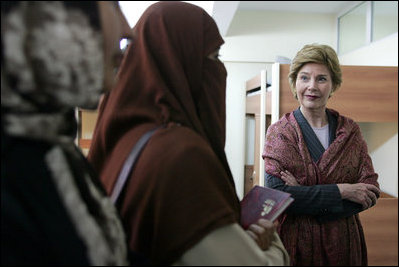
لورا بوش در مراسم افتتاح خوابگاه دختران دانشگاه کابل
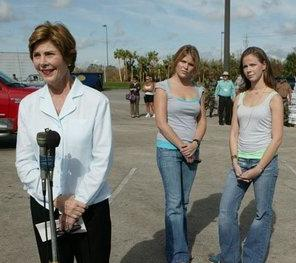
دختران جرج و لورا بوش
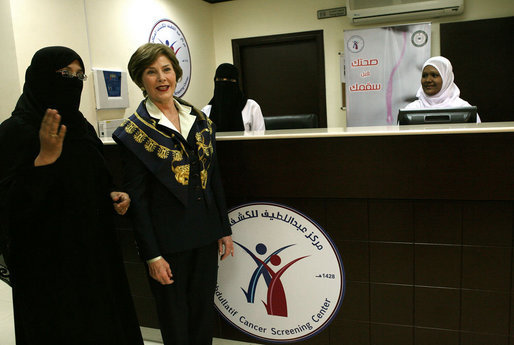
لورا بوش در حال صحبت با ریاست بخش آنکولوژی بیمارستان دانشگاه ملک خالد در عربستان سعودی